# Franz Czernicky

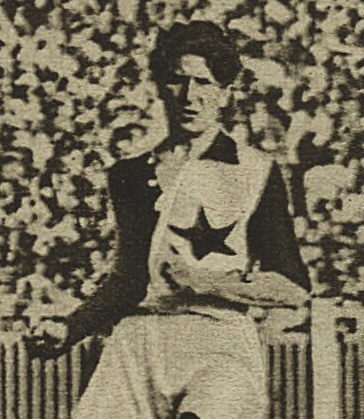
Czernicky, 1932

Franz Josef Czernicky (* 16. September 1902 in Wien; † 16. Juni 1973 ebenda), auch Franz Cernicky oder František Černický, war ein österreichischer Fußballspieler und -trainer, der in den 1920er und -30er Jahren vier Meistertitel mit Slavia Prag gewann und 1927 einmal im Nationalteam zum Einsatz kam.

## Vereinskarriere
Czernicky stammte aus dem 16. Wiener Gemeindebezirk (Ottakring). Der vielseitig einsetzbare Mittelfeldspieler war bereits mehrere Saisonen lang als Kaderergänzungsspieler des SK Slovan Wien tätig, als ihm im Jahr 1925 der Durchbruch zum Stammspieler gelang. Nachdem er auch schon als Tormann eingesprungen war, sollte er in den nächsten beiden Jahren gleichermaßen in der Verteidigung, als Außenläufer und in der Sturmreihe zum Einsatz kommen, wobei er sich schließlich die Position des linken Läufers sichern konnte. Nachdem 1926 noch ein respektabler Mittelfeldplatz herausgeschaut hatte, beendete Slovan die Folgesaison auf dem vorletzten Tabellenplatz.
Czernicky verließ danach den Verein und wechselte zum tschechoslowakischen Spitzenklub Slavia Prag. Bei den Rot-Weißen wurde er vor allem als Verteidiger eingesetzt und gewann zunächst zweimal in Folge den Cuptitel (jeweils gegen die Sparta). 1929 folgte der erste Meistertitel und die Mannschaft um František Plánička, Emil Seifert, Antonín Puč und František Svoboda wurde zur dominierenden Kraft im tschechoslowakischen Fußball, welche in den folgenden vier Jahren drei weitere Meistertitel feierte. 1929 erreichte die Slavia außerdem das Finale im Mitropacup, welches gegen den Újpesti FC verloren ging, wobei Czernicky in den beiden Endspielen nicht zum Einsatz kam.
Im Laufe des Herbsts der Meistersaison 1932/33 beendete er sein Engagement in Prag und zog weiter nach Frankreich, wo eben der Berufsfußball eingeführt worden war. Czernicky unterschrieb beim nordfranzösischen SC Fives, wo zunächst mit einem siebenten Gruppenplatz knapp der Klassenerhalt geschafft wurde. In der folgenden Saison erreichte die Mannschaft um Ernest Libérati, André Cheuva und Czernickys alten Slavia-Kollegen Václav Bára den Vizemeistertitel, nur einen Punkt hinter dem FC Sète. Dieser Erfolg wurde jedoch nicht wiederholt, in den nächsten Jahren reichte es nur jeweils für Mittelfeldplätze, im Cup erreichte man hingegen zweimal das Halbfinale. 1938 beendete Czernicky, der zwischenzeitlich auch den Trainerposten bei den Fivois übernommen hatte, seine Profikarriere.

## Nationalmannschaft
Im April 1927 kam Czernicky bei einem Spiel der B-Nationalmannschaft gegen Ungarn zum Einsatz, wenige Wochen später gab er sein Debüt im A-Team, als er in Zürich bei einem 4:1 gegen die Schweiz mit Otto Kaller und Leopold Hofmann die Läuferreihe bildete. Da er danach ins Ausland ging, war seine Teamkarriere damit allerdings auch schon beendet. Während seiner Zeit bei Slavia spielte er in der Prager Stadtauswahl, während seiner Tätigkeit in Lille wurde er in die nordfranzösische Regionalauswahl berufen.

## Trainerkarriere
Czernicky übernahm 1948 das Traineramt bei seinem Stammklub Slovan und erreichte 1949 den Aufstieg in die höchste Spielklasse. Schon nach einem Jahr Erstklassigkeit musste der Verein jedoch wieder absteigen und im Jänner 1951 erhielt der Trainer das Angebot, den Erstligisten SK Sturm Graz zu betreuen. Er löste Ludwig Durek ab, welcher neben seiner Tätigkeit als Spieler auch das Traineramt bekleidet hatte, und führte die abstiegsgefährdeten Grazer auf einen sicheren Mittelfeldplatz. Nach einer weiteren Saison wurde er von Karl Decker abgelöst. Später war er auch als Trainer in Norwegen tätig.
Czernicky starb 1973 im Alter von 70 Jahren im 1. Wiener Bezirk (Innere Stadt).

## Erfolge
- 1 × Mitropacupfinale: 1929
- 4 × Tschechoslowakischer Meister: 1928/29, 1929/30, 1930/31, 1932/33
- 3 × Tschechoslowakischer Cupsieger: 1927, 1928, 1930
- 1 × Französischer Vizemeister: 1933/34
- 1 Spiel für die österreichische Fußballnationalmannschaft: 1927